# Taesuap-to
Taesuap-to är en ö i Nordkorea.   Den ligger i provinsen Södra Hwanghae, i den södra delen av landet, 140 km söder om huvudstaden Pyongyang. Arean är 1,8 kvadratkilometer.
Terrängen på Taesuap-to är platt. Öns högsta punkt är 81 meter över havet. Den sträcker sig 1,9 kilometer i nord-sydlig riktning, och 1,7 kilometer i öst-västlig riktning.